# Australisch basketbalteam (vrouwen)
Het Australisch nationaal basketbalteam is een team van basketballers dat Australië vertegenwoordigt in internationale basketbalwedstrijden. Het team maakt deel uit van Basketball Australia, dat sinds 1947 is aangesloten bij de FIBA. Het team heeft als bijnaam "Opals", naar de felgekleurde edelsteen die het land gemeen heeft.
Australië heeft 10 keer deelgenomen aan de Olympische Spelen, waar ze 3 zilveren en 2 bronze medailles wisten te winnen. Ook heeft het deelgenomen aan 16 wereldkampioenschappen. Ze wonnen 1 gouden, 1 zilveren en 4 bronzen medailles.
Australië nam tot 2015 deel aan toernooien in de relatief zwakke regio FIBA Oceanië. Sindsdien speelt het in de Aziatische regio.  
1953:  Verenigde Staten · 
1957:  Verenigde Staten · 
1959:  Sovjet-Unie · 
1964:  Sovjet-Unie · 
1967:  Sovjet-Unie · 
1971:  Sovjet-Unie · 
1975:  Sovjet-Unie · 
1979:  Verenigde Staten · 
1983:  Sovjet-Unie · 
1986:  Verenigde Staten · 
1990:  Verenigde Staten · 
1994:  Brazilië · 
1998:  Verenigde Staten · 
2002:  Verenigde Staten · 
2006:  Australië · 
2010:  Verenigde Staten · 
2014:  Verenigde Staten · 
2018:  Verenigde Staten  · 
2022:  Verenigde Staten